# Dino Mazza
Dino Mazza (Tirano, 21 aprile 1940) è un politico italiano.

## Biografia
Ingegnere, esponente del Partito Socialista Italiano, nel 1987 viene eletto nella circoscrizione Como-Sondrio-Varese come Deputato della X legislatura, restando in carica 1992. È stato anche consigliere comunale del PSI a Tirano dal 1990 al 1992.